# 成都地铁20号线
成都地铁20号线是中华人民共和国四川省成都市成都地铁线网中一条规划中的东西向加密地铁线路。20号线一期工程西起应龙站，东止于白鹤林站，线路长18.3km，均为地下线，设车站13座，设洪家桥车辆段1座，使用6B编组列车。近期可能與22号线直通運轉。

## 历史
- 2022年11月、2023年1月，《成都市城市轨道交通第五期建设规划（2024-2029年）》由成都市住房和城乡建设局进行了社会稳定风险公示和环境影响评价第一次公示、环境影响评价第二次公示，其中提到：20号线一期工程西起应龙站，东止于绕城高速西侧的白鹤林站，线路长18.3km，均为地下线，设车站13座，设洪家桥车辆段1座，使用6B编组列车。[2][3][1]